# Большой Двор (Бабушкинский район)
Большой Двор — деревня в Бабушкинском районе Вологодской области.
Входит в состав сельского поселения Бабушкинское (до 2016 года входило в Демьяновское сельское поселение), с точки зрения административно-территориального деления — в Демьяновский сельсовет.
Расстояние по автодороге до районного центра села имени Бабушкина — 31 км, до деревни Демьяновский Погост — 3,5 км. Ближайшие населённые пункты — Климовская, Коровенская, Подгорная.
По переписи 2002 года население — 56 человек (33 мужчины, 23 женщины). Преобладающая национальность — русские (98 %).

## История
Согласно книге «Родословие Вологодской деревни», впервые деревня упоминается в письменных источниках в 1619 г. как деревня Большой Двор Вотченской волости Тотемского уезда. Населена была чёрносошными крестьянами.

### Уроженцы
- Левашев, Алексей Фёдорович (1900—1942) — советский военный деятель, Генерал-майор (1942 год).